# Alert stekelpalpje
Het alert stekelpalpje (Allomengea scopigera) is een spinnensoort in de taxonomische indeling van de hangmatspinnen (Linyphiidae).
Het dier behoort tot het geslacht Allomengea. De wetenschappelijke naam van de soort werd voor het eerst geldig gepubliceerd in 1859 door Grube.